# Mistrovství světa v boxu 1991
VI. mistrovství světa v boxu proběhlo v Sydney, Austrálie ve dnech 15. až 23. listopadu 1991. Organizátorem turnaje mistrovství světa byla Association Internationale de Boxe Amateur (AIBA).

## Československá stopa
Závěrečná příprava probíhala v Ústí nad Labem pod vedením Elenka Savova a jeho asistenta Miroslava Vrby. Problém se startem československých sportovců na mistrovství světa v Austrálii byl v oblasti financí. Svým způsobem nominace byla dána, mimo potřebné výkonnosti, také tím, kdo na to má jede. Československý boxerský svaz si mohl dovolit hradit cestu a pobyt šéftrenérovi Elenko Savovovi. Nepočítalo se však s komplikacemi s vízi, protože jako stále majitel bulharského pasu mu na australském konzulátu ve Vídni odmítali dlouho vydat vstupní víza. Uvažovalo se, že místo něho pojede asistent Miroslav Vrba. Tiboru Rafaelovi, Petru Hrivňákovi hradil veškeré výdaje Károly Ímelyi, mecenáš slovenského sportu, majitel firmy Goldhansa z Komárna. Třetím do party měl být Pavel Dostál z pražského klubu TJ Uhelné sklady. Tomu měl zasponzorovat cestu německý klub BC Wismut Gera, za který hostoval ve druhé německé lize. Osmnáctiletý Pavel Dostál výsledkově propadl na říjnovém memoriálu V. Procházky v Ostravě a po rozhovoru se Savovem na téma sebedůvěra dospěli k závěru, že by měl jet někdo jiný. Tím vyvoleným stal 32letý veterán Milan Konečný, který rovněž hostoval za Wismut Gery.
Samostatnou kapitolou zůstala neúčast největší hvězdy československého boxu posledních let Michala Franeka. Franek se po loňské autohavárii a operaci klíční kosti stihnul připravit na květnovém mistrovství Evropy v Göteborg, ale následně se mu vrátili bolesti a prakticky celé léto netrénoval. S přípravou začal na podzim a měsíc před mistrovstvím světa se cítil v dobrém rozpoložení. Dle vlastních slov ho však nikdo do Ústí nad Labem nepozval: "Nikdo se mnou ani s mojim trenérem Petrem Jakabem od ME nemluvil. Já jsem po tom ani nepátral. Sledoval jsem jak se bude nominace vyvíjet. Když jsem v ní nefiguroval, byl jsem z toho smutný, ale to nic." Trenér Savov se k Franekovi při závěrečné nominaci vyjádřil: "Bohužel ten pořád maroduje. Moc jsme chtěli, aby na MS startoval, ale nepodařilo se to."
Vedoucí výpravy (sponzor): Károly Ímelyi, šéftrenér reprezentace: Elenko Savov
Na mistrovství světa startovali za Československo 3 boxeři:
- −60 kg: Tibor Rafael (* 1970) z SKP Sever Ústí nad Labem
- −63,5 kg: Pavel Dostál (* 1973) z TJ Uhelné sklady Praha – v nominaci nahrazen Milanem Konečným
- −71 kg: Milan Konečný (* 1959) z SKP Sever Ústí nad Labem
- +91 kg: Peter Hrivňák (* 1965) z SKP Sever Ústí nad Labem

## Výsledky
| Muži     | Zlato                   | Stříbro                  | Bronz                     | Bronz                     |
| -------- | ----------------------- | ------------------------ | ------------------------- | ------------------------- |
| –48 kg   | Eric Griffin (USA)      | Rogelio Marcelo (CUB)    | Nelson Dieppa (PUR)       | Daniel Petrov (BUL)       |
| –51 kg   | István Kovács (HUN)     | Čchö Čchol-su (PRK)      | Yulian Strogov (BUL)      | Mustafa Esmáíl (EGY)      |
| –54 kg   | Serafim Todorov (BUL)   | Enrique Carrion (CUB)    | Vladislav Antonov (URS)   | I Kwang-sik (PRK)         |
| –57 kg   | Kirkor Kirkorov (BUL)   | Pak Tuk-kju (KOR)        | Arnaldo Mesa (CUB)        | Husajn Sultání (ALG)      |
| –60 kg   | Marco Rudolph (GER)     | Artur Grigorjan (URS)    | Vasile Nistor (ROU)       | Justin Rowsell (AUS)      |
| –63,5 kg | Konstantin Czju (URS)   | Vernon Forrest (USA)     | Moses James (NGR)         | Candelario Duvergel (CUB) |
| –67 kg   | Juan Hernández (CUB)    | Andreas Otto (GER)       | Francisc Vaştag (ROU)     | Stefan Scriggins (AUS)    |
| –71 kg   | Juan Carlos Lemus (CUB) | Israel Akopkochjan (URS) | Ole Klemetsen (NOR)       | Torsten Schmitz (GER)     |
| –75 kg   | Tommaso Russo (ITA)     | Alexandr Lebzjak (URS)   | Christopher Johnson (CAN) | Ramon Garbey (CUB)        |
| –81 kg   | Torsten May (GER)       | Andrej Kurňavka (URS)    | Mehmet Gürgen (TUR)       | Dale Brown (CAN)          |
| –91 kg   | Félix Savón (CUB)       | Arnold Vanderlyde (NED)  | David Tua (NZL)           | Čchä Sung-pä (KOR)        |
| +91 kg   | Roberto Balado (CUB)    | Svilen Rusinov (BUL)     | Lawrence Donald (USA)     | Jevgenij Belousov (URS)   |

## Medailová bilance
V boxu se rozdělilo celkem 12 sad medailí.
| Pořadí | Stát                |       | Muži    | Muži  | Muži | Celkem |
| Pořadí | Stát                | Zlato | Stříbro | Bronz |      | Celkem |
| ------ | ------------------- | ----- | ------- | ----- | ---- | ------ |
| 1.     | Kuba (CUB)          |       | 4       | 2     | 3    | 9      |
| 2.     | Bulharsko (BUL)     |       | 2       | 1     | 2    | 5      |
| 3.     | Německo (GER)       |       | 2       | 1     | 1    | 4      |
| 4.     | Sovětský svaz (URS) |       | 1       | 4     | 2    | 7      |
| 5.     | USA (USA)           |       | 1       | 1     | 1    | 3      |
| 6.     | Maďarsko (HUN)      |       | 1       | 0     | 0    | 1      |
| 6.     | Itálie (ITA)        |       | 1       | 0     | 0    | 1      |
| 8.     | Severní Korea (PRK) |       | 0       | 1     | 1    | 2      |
| 8.     | Jižní Korea (KOR)   |       | 0       | 1     | 1    | 2      |
| 10.    | Nizozemsko (NED)    |       | 0       | 1     | 0    | 1      |
| 11.    | Austrálie (AUS)     |       | 0       | 0     | 2    | 2      |
| 11.    | Kanada (CAN)        |       | 0       | 0     | 2    | 2      |
| 11.    | Rumunsko (ROU)      |       | 0       | 0     | 2    | 2      |
| 14.    | Alžírsko (ALG)      |       | 0       | 0     | 1    | 1      |
| 14.    | Egypt (EGY)         |       | 0       | 0     | 1    | 1      |
| 14.    | Nový Zéland (NZL)   |       | 0       | 0     | 1    | 1      |
| 14.    | Nigérie (NGR)       |       | 0       | 0     | 1    | 1      |
| 14.    | Norsko (NOR)        |       | 0       | 0     | 1    | 1      |
| 14.    | Portoriko (PUR)     |       | 0       | 0     | 1    | 1      |
| 14.    | Turecko (TUR)       |       | 0       | 0     | 1    | 1      |
| Celkem | Celkem              |       | 12      | 12    | 24   | 48     |